# Jermaine Johnson II
Jermaine Curtis Johnson (Eden Prairie, Minnesota, 7 de enero de 1999) más conocido como Jermaine Johnson II, es un jugador profesional estadounidense de fútbol americano, se desempeña en la posición de linebacker en New York Jets, en la National Football League (NFL).

## Carrera
Fue seleccionado en la Reunión Anual de Selección de Jugadores de la NFL de 2022. Hizo su debut profesional con el equipo New York Jets, lleva jugando dos temporadas.